# Robert McMurry

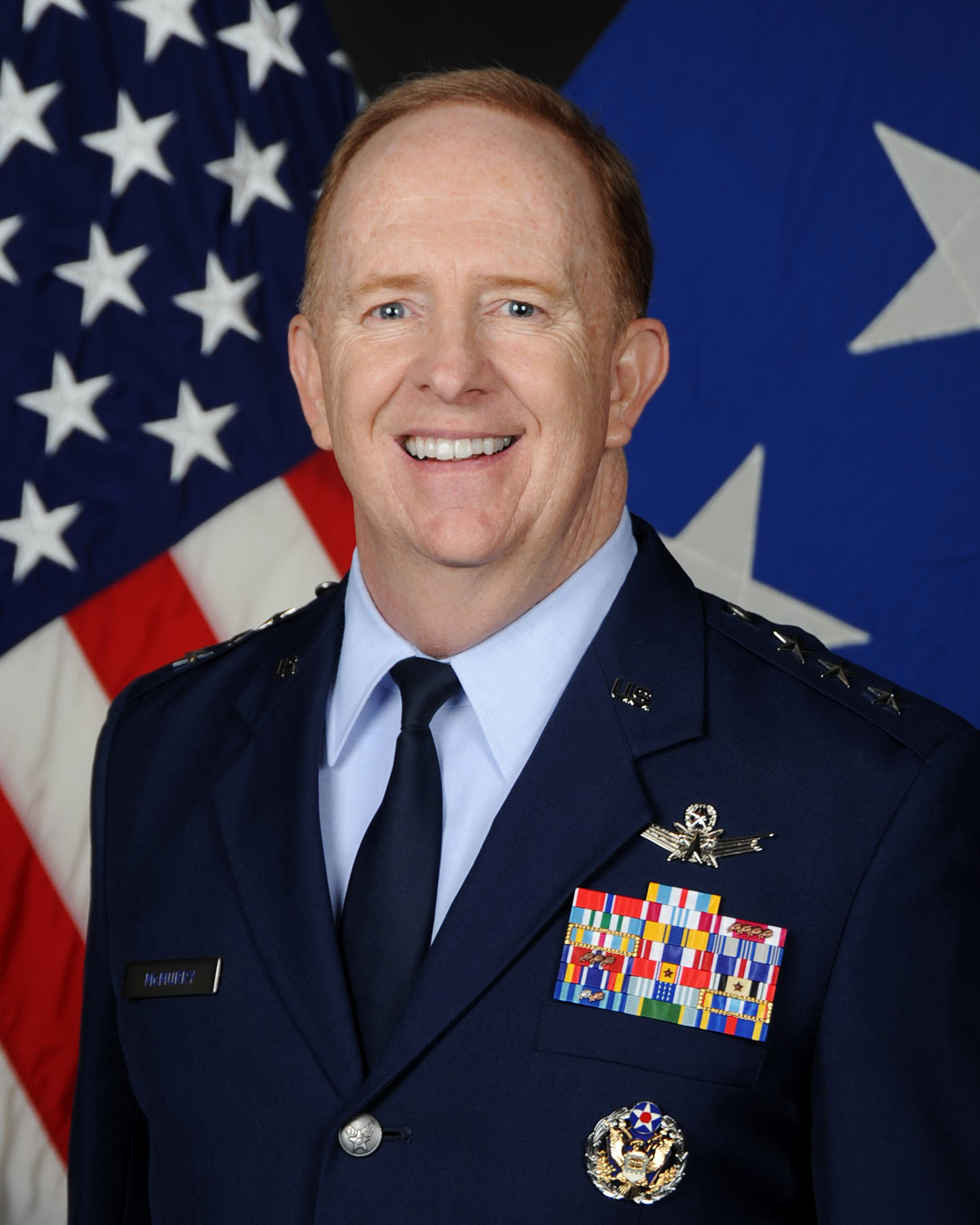
Robert D. McMurry Jr. (2017)

Robert D. McMurry Jr. (* um 1962 in San Antonio, Bexar County, Texas) ist ein pensionierter Generalleutnant der United States Air Force. Er war unter anderem kommissarischer Kommandeur des Air Force Materiel Commands.
Über das ROTC-Programm der University of Texas at Austin gelangte er im Jahr 1984 in das Offizierskorps der United States Air Force. Dort durchlief er anschließend alle Offiziersränge vom Leutnant bis zum Drei-Sterne-General.
Im Lauf seiner militärischen Karriere absolvierte er verschiedene Kurse und Schulungen. Dazu gehörten unter anderem die Squadron Officer School auf der Maxwell Air Force Base (Maxwell AFB) in Alabama; der Advanced Program Managers Course in Fort Belvoir in Virginia; das Naval War College in Newport in Rhode Island; das Air War College auf der Maxwell AFB; das Armed Forces Staff College in Norfolk in Virginia und das Air Force Enterprise Leadership Seminar an der University of North Carolina, Chapel Hill. Außerdem erhielt er akademische Grade von der University of West Florida und der University of Tennessee.
Robert McMurry war im Unterschied zu vielen anderen späteren Offizieren der Luftwaffe kein Militärpilot. Er wurde im technischen Bereich ausgebildet und war in der Folge an verschiedenen Stützpunkten in den Vereinigten Staaten stationiert. Dabei war er unter anderem Ausbilder für verschiedene Waffensysteme. Zwischenzeitlich bekleidete er auch einige Positionen als Stabsoffizier in verschiedenen Hauptquartieren. Dazwischen absolvierte er die meisten der erwähnten Schulungen.
Im September 2010 erreichte Robert McMurry mit seiner Beförderung zum Brigadegeneral die Generalsränge. Zwischen März 2011 und April 2012 war er in Bagdad im Irak stationiert. Dort gehörte er dem Stab der Iraq Security Assistance Mission an, die dem United States Central Command unterstand. Danach war er bis zum Mai 2014 Abteilungsleiter (Director, Space Programs) im Beschaffungsamt der Air Force (Assistant Secretary of the Air Force for Acquisition).
Daran schloss sich eine Versetzung zur Los Angeles Air Force Base in Kalifornien an. Dort war McMurry zwischen Mai 2014 und Mai 2016 stellvertretender Leiter des Space Systems Commands. Danach wurde er zur Wright-Patterson Air Force Base in Ohio versetzt, wo er das Kommando über das Forschungsinstitut Air Force Research Laboratory übernahm, das er zwischen Mai 2016 und Mai 2017 innehatte. Nach Ablauf dieser Berufung verblieb er auf der Wright-Patterson AFB. Bis September 2020 leitete er dort das Air Force Life Cycle Management Center. Während dieser Zeit war er zwischen August 2018 und Mai 2019 kommissarischer Kommandeur des ebenfalls auf dieser Basis ansässigen Air Force Materiel Commands. Nach dem Ende seiner Zeit als Kommandeur des Air Force Life Cycle Management Centers schied er aus dem aktiven Militärdienst aus.
Nach seiner Pensionierung wurde Robert McMurry Vorstandsmitglied der Firma Dayton Aerospace.

## Daten der Beförderungen
| Abzeichen | Rang               | Jahr              |
| --------- | ------------------ | ----------------- |
|           | Second Lieutenant  | 18. Januar 1985   |
|           | First Lieutenant   | 18. Januar 1987   |
|           | Captain            | 18. Januar 1989   |
|           | Major              | 1. September 1996 |
|           | Lieutenant Colonel | 1. Mai 2000       |
|           | Colonel            | 16. Mai 2005      |
|           | Brigadier General  | 2. September 2010 |
|           | Major General      | 31. Januar 2014   |
|           | Lieutenant General | 2. Mai 2017       |

## Orden und Auszeichnungen
Robert mcMurry erhielt im Lauf seiner militärischen Laufbahn unter anderem folgende Auszeichnungen:
- Air Force Distinguished Service Medal
- Defense Superior Service Medal
- Bronze Star Medal
- Defense Meritorious Service Medal
- Meritorious Service Medal
- Joint Service Commendation Medal
- Air Force Commendation Medal
- Air Force Achievement Medal